# دون إدوارد بيك
دون إدوارد بيك (بالإنجليزية: Don Beck)‏ هو أكاديمي وعالم نفس أمريكي، ولد في 1937.

## وصلات خارجية
- الموقع الرسمي